# Siedlce (powiat oławski)
Siedlce (niem. Zedlitz) – wieś w Polsce położona w województwie dolnośląskim, w powiecie oławskim, w gminie Oława.
Liczba mieszkańców 31 grudnia 2017 wynosiła 424. Obszar – 1.217,80 ha według statystyk Urzędu Gminy Oława.

## Podział administracyjny
W latach 1975–1998 miejscowość należała administracyjnie do województwa wrocławskiego.

## Krótki opis
We wsi znajduje się: remiza strażacka, sklep spożywczy, paczkomat InPost, kościół i cmentarz, boisko piłkarskie: 98 × 64 m (Ludowy Klub Sportowy Błękitni Siedlce: założony w roku 1999, w sezonie 2024-2025 występuje w B-klasie, grupa: Wrocław V).